# Rika Kinugawa
Rika Kinugawa (衣川 里佳 Kinugawa Rika?) es una seiyu japonesa de Tokio. Está afiliada con With Line.

## Filmografía
| Anime | Anime                         | Anime           |
| Año   | Título                        | Papel           |
| ----- | ----------------------------- | --------------- |
| 2015  | Jōkamachi no Dandelion        | Escolar         |
| 2015  | Shinmai Maō no Testament      | Mujer           |
| 2016  | Orange                        | Takako Chino    |
| 2016  | Hundred                       | Liddy Steinberg |
| 2016  | Masō Gakuen H x H             | Reiri Hida      |
| 2016  | Sansha San'yō                 | Cliente         |
| 2018  | Zombie Land Saga              | Yugiri          |
| 2020  | Seton Academy: Join the Pack! | Ruka Bando      |